# Boulevard Gouin
Pour les articles homonymes, voir Gouin.
Le boulevard Gouin est une voie de l'île de Montréal.

## Situation et accès
Cette artère, orientée nord-est / sud-ouest de l'extrême nord, traverse l'ensemble de l'île de Montréal, le long de la rivière des Prairies. Il fait 50 kilomètres de long, de la pointe est, qui débute sur la rue Sherbrooke est, jusqu'à la pointe ouest, au parc-nature du Cap-Saint-Jacques (Pierrefonds), lorsqu'il devient le chemin de Senneville de l'autre côté du parc-nature.
Le boulevard est la plus grande artère parmi les 7 700 rues de Montréal et l’une des plus anciennes de la ville. Depuis les fusions des villes de l'île de Montréal en 2002, l'ensemble du boulevard Gouin se retrouve pour la première fois uniquement sur le territoire de Montréal.

## Origine du nom
Cette voie rend hommage à l'avocat et homme politique Lomer Gouin (1861-1929), premier ministre du Québec.

## Historique
Les premiers colons s’y établissent vers la fin du XVIIe siècle sur un chemin tracé par les pères de la mission du Sault-au-Récollet. Cet axe routier a joué un rôle primordial dans l’histoire du développement de toute la zone nord de Montréal, et le boulevard relie aujourd’hui les quartiers est et ouest de l’ensemble de l'île.
Fondateur du jardin Guilbault, Joseph-Édouard Guilbault (1803-1885) est responsable d'une grande allée d'arbres plantées le long du boulevard lorsqu’il vit la dernière partie de sa vie au Sault-au-Récollet.
En 1910, le conseil municipal de Montréal décide d’appeler cette voie Boulevard Gouin.

## Bâtiments remarquables et lieux de mémoire
Le long du boulevard Gouin, on trouve une grande concentration de bâtiments historiques dont plusieurs anciennes maisons campagnardes et de villégiature d’un grand intérêt patrimonial, datant du XIXe siècle, notamment dans le quartier du Sault-au-Récollets (dans l'arrondissement d'Ahuntsic-Cartierville).
C'est dans ce quartier que l'on retrouve la plus vieille église encore intacte de l'île de Montréal, l'église de la Visitation de la Bienheureuse-Vierge-Marie.

## Galerie

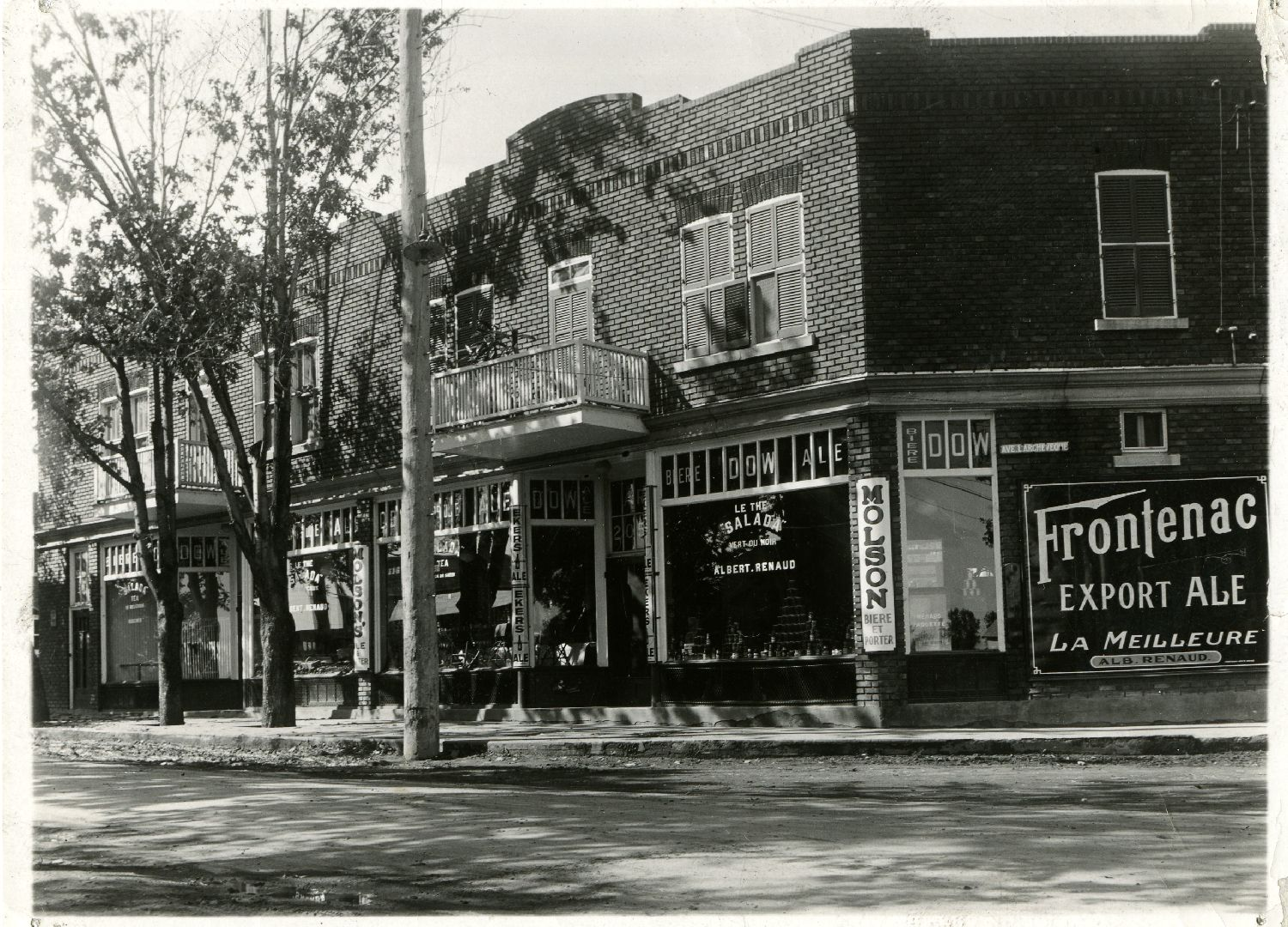
Albert Renaud sur le boulevard Gouin en 1910
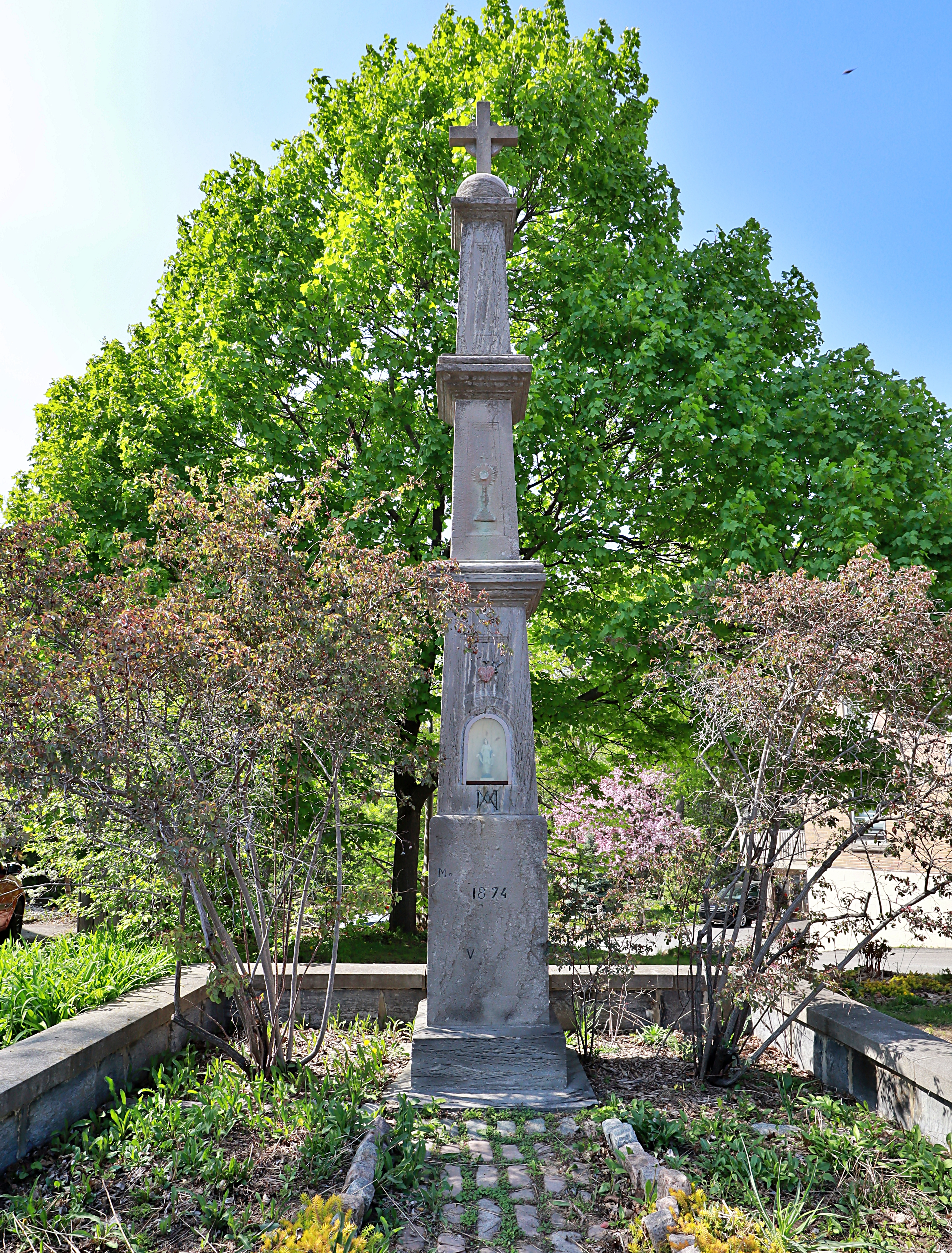
Croix de chemin de 1874
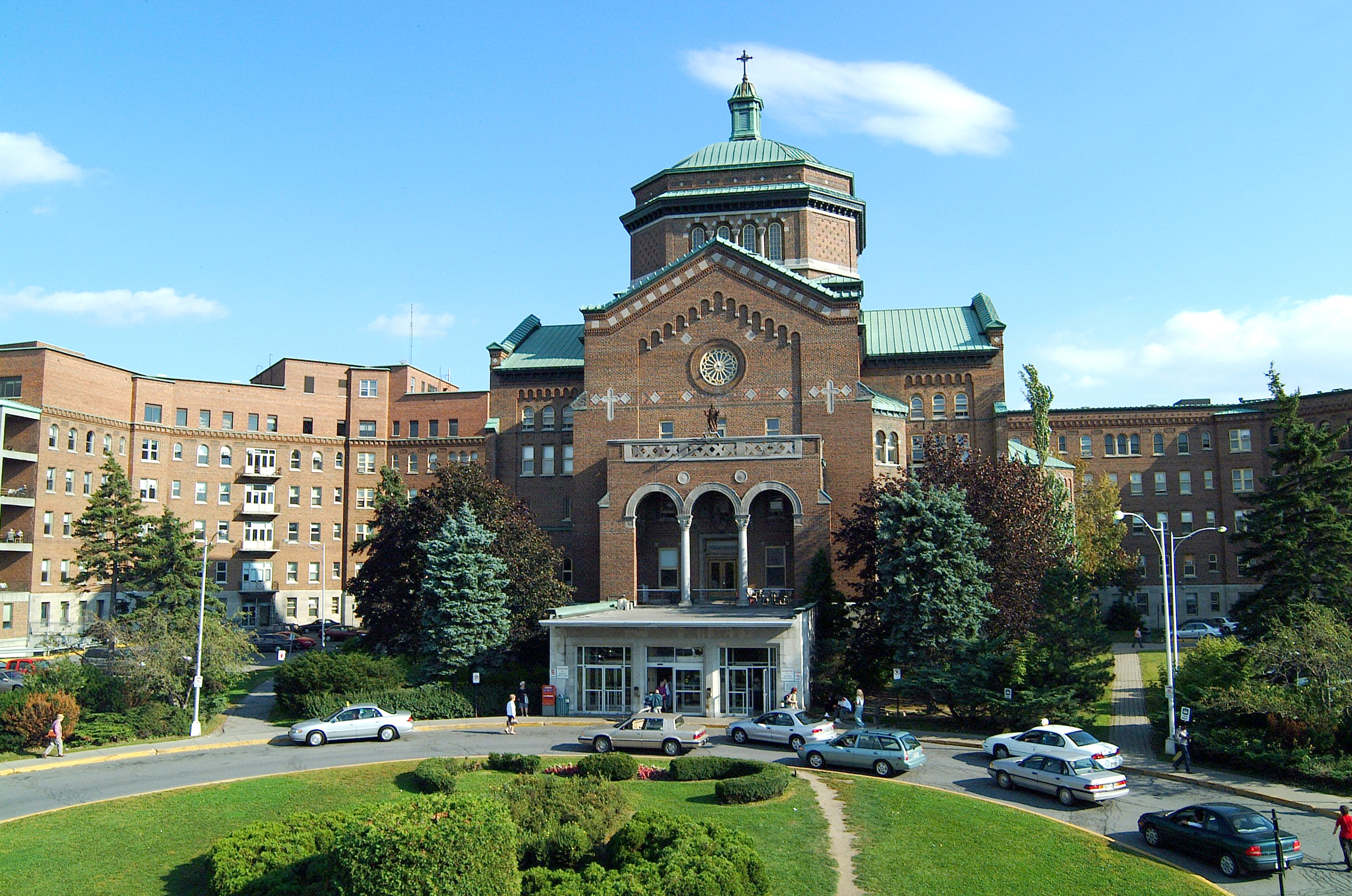
Hôpital Sacré-Cœur
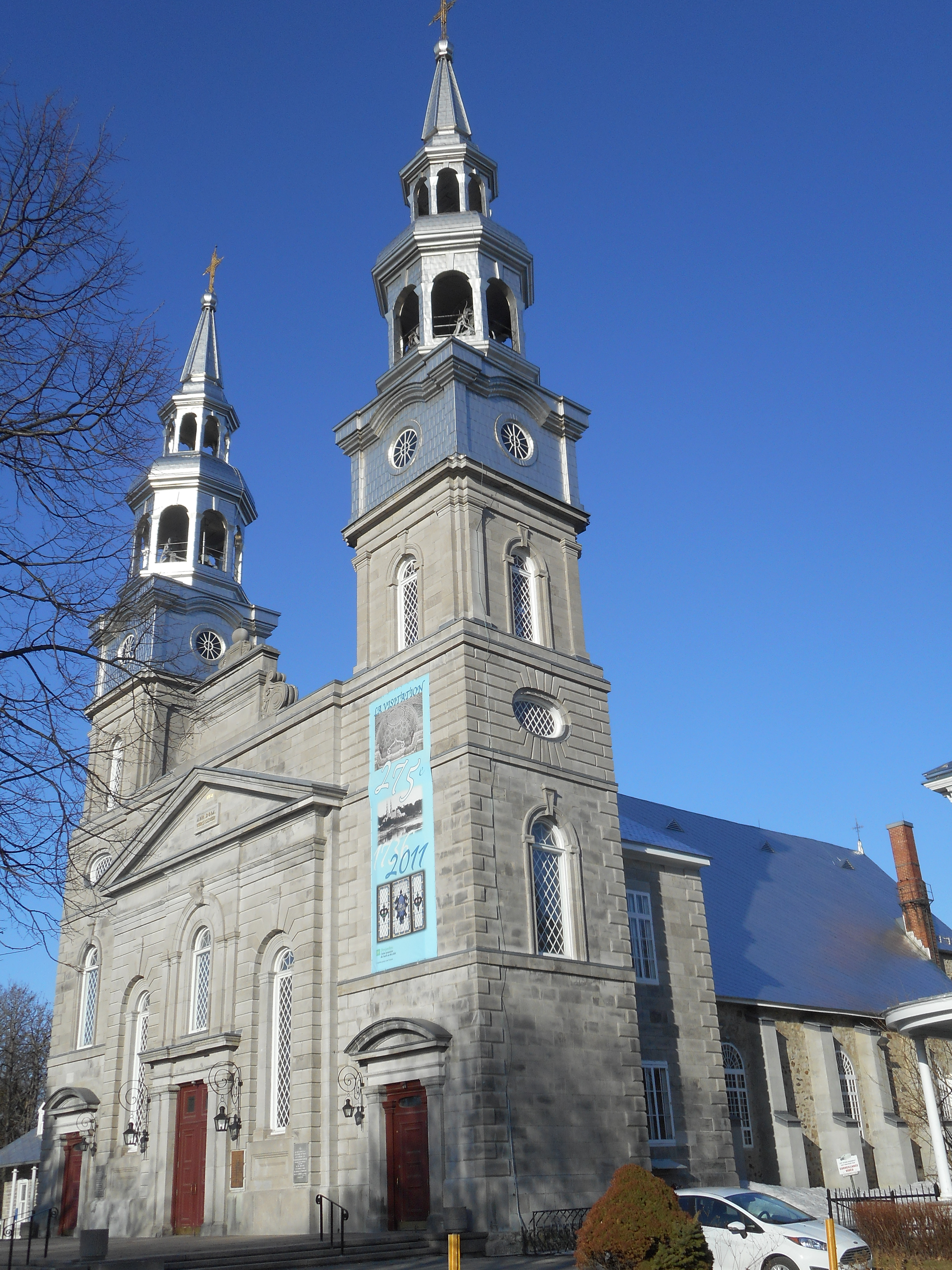
Église de la Visitation

## Source
- Ville de Montréal, Les rues de Montréal. Répertoire historique, Édition Méridien, 1995
- Boulevard Gouin à Montréal